# Galactooligosacárido

Estructura general de galactooligosacáridos (GOS)

Los galactooligosacáridos (GOS) son oligosacáridos compuestos por una unidad terminal de glucosa y dos o más unidades de galactosa. Estas substancias son consideradas prebióticos porque promueven la proliferación de bacterias intestinales beneficiosas para la salud humana, como varias especies de Bifidobacterium y Lactobacillus. Junto a los fructooligosacáridos (FOS), los GOS son los prebióticos más estudiados, y en la actualidad se comercializan como ingredientes funcionales en diversos productos, como por ejemplo fórmulas lácteas infantiles.
Los GOS se pueden obtener por síntesis química clásica, aunque el método de preferencia es la síntesis enzimática. Enzimáticamente se convierte la lactosa en GOS. Se utilizan β-galactosidasas, enzimas capaces de transferir grupos galactosilo del substrato donador al aceptor mediante un mecanismo conocido como transglicosidación.
En general, los GOS son substancias estables. Resisten acidez cercana a pH 2 y no sufren cambios cuando son tratados a altas temperaturas por cortos períodos de tiempo. Además, no presentan olor y se disuelven en agua. Estas propiedades los hacen aptos para el uso como ingredientes funcionales en la elaboración de diferentes productos alimenticios, como lácteos, preparados de zumos de frutas y otros.
Los GOS son resistentes a los ácidos gástricos y también a las enzimas presentes en la saliva y pancreáticas. Esto permite que, al ser ingeridos por la boca, puedan llegar al intestino, donde ejercen sus efectos prebióticos, modulando la microbiota intestinal. Varios potenciales efectos beneficiosos para la salud fueron reportados, por ejemplo, mejora de parámetros relacionados con la constipación, absorción de minerales, disminución en los niveles de colesterol en la sangre, inmunomodulación y otros.